# Lucky Isibor
Lucky Isibor, född 1 januari 1977, död 24 juni 2013, var en nigeriansk fotbollsspelare.
Karriären började i den nigerianska klubben Concord FC varefter han 1995 flyttade till Europa och kom att spela för ett flertal lag: schweiziska AC Bellinzona, slovenska FC Koper, cypriotiska Enosis Neon Paralimni FC, italienska AC Reggiana samt FC Dynamo Moskva. Han spelade fyra matcher för Moskvalaget i UEFA-cupen 1998/1999. I slutet av sin karriär, 2000–2002, spelade Isibor för den sydkoreanska K-League-klubben Suwon Samsung Bluewings och schweiziska FC Zürich.
James Obiorah, en nigeriansk lagkamrat, berättade i en intervju 2004 att Isibor hade aids Ett falskt rykte om att han dött den 8 januari 2006 spreds.
Lucky Isibor avled 24 juni 2013 i sitt hem i Mafoluku, Lagos, efter en kort tids sjukdom.